# Der Prinz und der Bettelknabe (1937)
Der Prinz und der Bettelknabe (auch bekannt als: Mit eiserner Faust) ist ein US-amerikanischer Abenteuerfilm von William Keighley aus dem Jahre 1937 mit Errol Flynn, Claude Rains und den Mauch-Zwillingen in den Hauptrollen. Er basiert auf dem gleichnamigen Roman von Mark Twain.

## Handlung
England zu Zeiten der Tudor-Herrschaft: Der zehnjährige Prinz Edward ist der einzige überlebende Sohn des englischen Königs Heinrich VIII. Er lebt in einem goldenen Käfig, aus dem er sich häufig wünscht auszubrechen. Da sein Vater todkrank ist, werden um den zukünftigen König am Hofe viele Intrigen gesponnen. Ebenfalls in London, aber unter dürftigen Umständen, wächst der am selben Tag geborene, dem Prinzen zum Verwechseln ähnlich aussehende Tom Canty auf. Sein Vater John, ein brutaler Verbrecher, richtet ihn regelmäßig auf brutale Weise zu. Um etwas Geld zu sammeln, bettelt er tagsüber auf den Straßen. Nur durch den freundlichen Pater Andrew erlernt Tom Lesen und Schreiben.
Als Tom eines Tages von der königlichen Hofgarde nahe dem Palast aufgegriffen wird und diese ihn verprügelt, schreitet Edward ein und befreit Tom aus der misslichen Lage. Er findet es spannend, einmal einen Spielkameraden aus dem Volk zu haben, und zum Spaß tauschen sie die Kleider. Als Edward dem Hauptmann der Hofgarde in dieser Aufmachung begegnet, hält dieser Edward für den Prinzen.
Tom ahnt nicht, wo der Prinz abgeblieben ist. Am nächsten Morgen hält der ganze Hof Tom für den Prinzen und glaubt ihm nicht die Geschichte, dass er ein Bettelknabe sei. Jeder hält den Prinzen am Hof wegen dieser Geschichten für verrückt. Nur der arglistige Earl von Hereford stellt heimlich Nachforschungen und die Richtigkeit von Toms Angaben fest. Doch er behält diese Information für sich, um nachher davon profitieren zu können. Dann stirbt Heinrich VIII. und Tom wird auf die Krönung vorbereitet. Der Earl von Hereford konfrontiert den verängstigten Tom damit, dass er über seine wahre Identität Bescheid weiß, und dass er hingerichtet werden würde, wenn die Sache herauskommt. Dadurch gewinnt Hereford einen großen Einfluss am Hofe und wird zum insgeheimen Herrscher. Hereford sendet unterdessen auch den Hauptmann der Hofgarde mit einem Geheimauftrag aus, den wahren Königssohn zu finden und ihn zu töten.
Der echte Prinz Edward findet einen Beschützer in dem Soldaten Miles Hendon, der ihm aber seine Königsgeschichte zunächst nicht wirklich glaubt. Edward wird von Toms Vater John aufgegriffen, der ihn für seinen Sohn hält, und auf brutale Weise misshandelt. Pater Andrew, der einschreiten will, wird von John erschlagen. Edward lernt die ihm bisher völlig unbekanntere Armut der Londoner Gesellschaft kennen, die auch durch königliche Gesetze mitverursacht ist. John Canty versucht, Edward zu einem Mittäter bei einem Raubüberfall auf ein Gasthaus zu machen. Als der Überfall misslingt, kann der zufällig in dem Gasthaus anwesende Miles John verfolgen und tötet ihn im Kampf. Der Hauptmann der Hofgarde ist ebenfalls zu dem überfallenen Gasthaus geeilt und erkennt Edward wieder. Dieser freut sich zunächst, dass der Hauptmann ihn angeblich wieder zum Königshof zurückbringen will, doch wenig später muss Edward erkennen, dass er umgebracht werden soll. In letzter Sekunde eilt Miles herbei und tötet den Hauptmann.
Am nächsten Morgen findet die Krönung statt. Mitten in die Zeremonie platzt Edward hinein, gibt sich zu erkennen, was von Tom sogleich bestätigt wird, und erhebt Anspruch auf die Krone. Mithilfe von Tom kann Edward den zweifelnden Adeligen schließlich beweisen, dass er der wahre Prinz ist, und wird gekrönt. Der Earl von Hereford wird aus England verbannt und Miles Hendon erhält von dem neuen König eine reichliche Belohnung, während Tom weiterhin mit dem König befreundet bleibt und zu dessen Mündel ernannt wird.

## Hintergrund
Die Verfilmung hält die wesentlichen Grundzüge der Mark-Twain-Erzählung Der Prinz und der Bettelknabe ein. Jedoch wurde eine Nebenepisode über Miles’ Familie ausgelassen. Zudem wird nicht erwähnt, dass das historische Vorbild für Edward nur 15 Jahre alt wurde, wohl da dies das Ende wohl ungleich trauriger gemacht hätte. Auch Twain erwähnte dies nur in einem Nachwort. Twains Roman erfuhr neben dieser Hollywood-Verfilmung noch weitere Umsetzungen: Der österreichische Stummfilm Prinz und Bettelknabe (1920) von Alexander Korda, Der Prinz und der Bettelknabe (1962) von Don Chaffey mit Sean Scully und Guy Williams, Der Prinz und der Bettler (1977) von Richard Fleischer mit Oliver Reed und Raquel Welch; sowie der Fernsehfilm Der Prinz und der Bettelknabe (2000) mit Alan Bates.
Bei dieser Verfilmung handelt sich um die erste Verfilmung von Twains Roman als Tonfilm. Warner Brothers kauften die Rechte von Metro-Goldwyn-Mayer ab, die diese wiederum 1935 für 100.000 US-Dollar gekauft hatten, um daraus einen Film mit ihrem britischen Kinderstar Freddie Bartholomew zu machen – das Projekt wurde allerdings nie bei MGM verwirklicht. Warner Brothers engagierte für die Hauptrollen die Zwillinge Billy und Bobby Mauch, die zuvor als Radioschauspieler aufgefallen waren und jeder die für damalige Verhältnisse hohe Gage von 350 US-Dollar pro Woche kassierten. Außerdem bekam ihre Mutter, die ihre Söhne am Set nicht aus den Augen ließ, als deren Aufpasserin 150 Dollar in der Woche. William Keighley musste während der Dreharbeiten wegen einer Krankheit für kurze Zeit von William Dieterle ersetzt werden. Für die Krönungszene wurde Westminster Abbey nachgebildet, die Dreharbeiten an dieser Szene dauerten ganze sieben Tage.
Der Film könnte zu der Reihe von Errol-Flynn-Abenteuerfilmen wie Unter Piratenflagge, Der Verrat des Surat Khan und Robin Hood, König der Vagabunden gezählt werden, die ab Mitte der 1930er-Jahre bei Warner Brothers entstanden. Allerdings ist Flynn erst ab etwa einer Stunde erstmals im Film zu sehen, sodass er eigentlich nicht mehr als eine größere Nebenrolle spielt. Eigentlich war Patric Knowles, Flynns häufiger Sidekick, für die Rolle von Miles vorgesehen, aber Jack L. Warner wollte einen an den Kinokassen zugkräftigen Namen für die Rolle. Flynn sagte zu und wird trotz der für seine Verhältnisse kleinen Rolle im Vor- und Abspann an erster Stelle genannt. Es war Flynns erster von 13 Filmen mit Alan Hale, der sonst meist seinen besten Freund spielte, hier aber noch als Hauptmann der Hofgarde durch Flynns Hand stirbt.
Der Prinz und der Bettelknabe wurde vier Tage vor der Krönung von Georg VI. in die Kinos gebracht, was auch offensiv als Werbemittel genutzt wurde, und erwies sich an den Kinokassen als einer der erfolgreichsten Warner-Filme des Jahres.

### Synchronisation
Es existieren zwei deutsche Synchronfassungen. Die erste entstand bei der Ultra-Film, München. Die zweite entstand bei der Berliner Synchron. Jürgen Neu schrieb das Dialogbuch und führte Regie.
| Rolle                    | Darsteller       | Synchronsprecher (Kino 1951) | Synchronsprecher (TV 1980) |
| ------------------------ | ---------------- | ---------------------------- | -------------------------- |
| Miles Hendon             | Errol Flynn      | Til Kiwe                     | Norbert Langer             |
| Tom Canty                | Billy Mauch      | Axel Jahn                    | Frank Schaff               |
| Prinz Edward             | Bobby Mauch      | Axel Jahn                    | Frank Schaff               |
| Earl von Hertford        | Claude Rains     | Wolfgang Preiss              | Martin Hirthe              |
| Duke von Norfolk         | Henry Stephenson | Walter Holten                | Herbert Stass              |
| John Canty               | Barton MacLane   | Paul Walter Jakob            | Helmut Krauss              |
| Hauptmann der Hofgarde   | Alan Hale Sr.    | Bum Krüger                   | ?                          |
| König Heinrich VIII.     | Montagu Love     | Otto Wernicke                | Gottfried Kramer           |
| Erzbischof Cranmer       | Halliwell Hobbes | ?                            | Helmut Heyne               |
| Hugo, Johns Komplize     | Murray Kinnell   | ?                            | Torsten Sense              |
| Barkellnerin             | Phyllis Barry    | Annemarie Wernicke           | ?                          |
| Clemens, verarmter Bauer | Ivan Simpson     | Anton Reimer                 | ?                          |
| Pater Andrew             | Fritz Leiber Sr. | Klaus W. Krause              | Klaus Jepsen               |
| Lord St. John            | Lester Matthews  | Ernst von Klipstein          | ?                          |
| Großmutter Canty         | Elspeth Dudgeon  | Gertrud Spalke               | ?                          |
| Mutter Canty             | Mary Field       | ?                            | Evelyn Meyka               |
| Hofgardist               | Harry Cording    | Willy Friedrichs             | ?                          |

## Kritiken
Die Onlineversion der Fernsehzeitschrift Prisma gibt dem Film drei von fünf Sternen und bezeichnet ihn als „schwungvolles Spektakel“. Das Lexikon des internationalen Films urteilte: „Anspruchsloser, aber weithin spannender Abenteuerfilm nach einem mehrfach verfilmten Roman von Mark Twain.“
Der All Movie Guide schreibt, in dem Film sei nicht wirklich viel Action, aber insbesondere die Mauch-Zwillinge seien die „perfekte Wahl“ für die Rollen von Edward und Tom gewesen. Ansonsten profitiere der Film von der exzellenten Produktion durch Warner Brothers, was sich etwa im aufwendigen Szenenbild zeige, und der Besetzung vieler guter Schauspieler.